# Верль
Верль (нем. Werl) — город на западе Германии, в земле Северный Рейн-Вестфалия.

## География
Самая высокая точка — 228 м. (городской лес), самая низкая — 74 м. Протяженность района Верля с севера на юг составляет 9,5 км, с востока на запад — 12 км, протяженность границ 47,5 км. Верль можно назвать воротами в Зауэрланд, Мюнстерланд и Рурскую область. Административно находится в составе округа Зост. Большая часть верльского района занята сельхозугодьями (73 % общей площади), под жилье и промышленность отведено 12 % общей территории.
Верль имеет тесные экономические и культурные связи с близлежащими городами: Унной, Зостом, Хаммом, Варштайном. Большую роль играет близость такого крупного промышленного центра, как Дортмунд, а также всей Рурской городской агломерации.

## История
Из-за плодородной почвы северной равнины Зауэрланд и минеральных источников регион Верля был заселен ещё в начале каменного века. Уже в 3000 году до н. э. люди селились на соляных ручьях. Соляные источники были для Верля ценным ресурсом и имели большое значение вплоть до начала XX века.
От сеньоров Верля (X в.) ведет своё происхождение дом имперских князей Липпе. В 950 году была построена крестообразная церковь, фундамент которой был обнаружен в 1967 г. под сегодняшней пасторской церковью (Propsteikirche). В 1024 г. Верль был впервые упомянут в официальных источниках под именем «Herimannus de Werla».
Во время правления епископа Энгельберта II Верль получил статус города (ок. 1218 г.). Уже к середине XIII века у Верля были все черты средневекового города : таверна, рынок, городская стена. После 1326 года в Верле имелось 4 гильдии : солевиков, пекарей, городских крестьян и купцов. Также Верль обладал отменными пастбищами, что было стимулом к развитию земледелия и скотоводства.
В 1519—1522 гг. курфюрстом фон Видом (von Wied) был сооружен каменный замок, который защищал его западные владения. Однако на сегодняшний день от всех построек которого осталась лишь одна башня.
В эпоху Реформации в Верле была заметна связь религии и политики, довольно напряженные отношения между гильдиями, а также контакт горожан с реформаторским движением. В декабре 1515 г. гильдия пекарей предприняла восстание против Иоганна Фюрстенберга. В 1545—47 гг. была предпринята первая попытка Реформации. Позиции протестантизма сильно укрепились после второй попытки Реформации (1583—1584 гг.). В 1486, 1548 и 1657 гг. город сильно пострадал от пожаров.
В 1816 году Верль стал прусским городом. 235 жителей Верля стали жертвами Первой мировой войны. Ноябрьская революция 1918 г. мало изменила размеренный ритм жизни. Во время Второй мировой войны Верль подвергся бомбардировке американской авиации 19 апреля 1944 г., в результате чего погибло 132 мирных жителя. С 1973 начато партнерство с г. Халле (Бельгия).

## Население
Помимо городского центра с населением 22 207 чел., имеются отдаленные части города, которые также относятся к Верлю, а именно:
- Бюдерих (Büderich) 2804 чел.
- Вестённен (Westönnen) 2536
- Хильбек (Hilbeck) 1308
- Хольтум (Holtum) 944
- Зённерн (Sönnern) 739
- Будберг (Budberg) 545
- Мавике (Mawiecke) 482
- Обербергштрассе (Oberbergstraße) 361
- Нидербергштрассе (Niederbergstraße) 237
- Блюменталь (Blumental) 53

| Год  | Население |
| ---- | --------- |
| 1995 | 30 219    |
| 2000 | 31 705    |
| 2005 | 32 124    |
| 2010 | 31 782    |

## Культурная жизнь
Несмотря на небольшой размер, город богат событиями и традициями. Каждый год объединение стрелков Верля, существующее с 1494 г., проводит красочный праздник стрелков (Schützenfest). Объединения отдельных городских частей проводят праздник стрелков в своё собственное время. Большое значения для города имеет неделя Михаэля (Michaeliswoche), которая проходит в начале осени. При этом существует обычай ходить к границам города. Новых жителей усаживают на мокрый камень, обозначающий границу города. С 1988 г. в июне проводится праздник солеваров (Siederfest), который напоминает о прошлом города и представляет собой костюмированное празднество. С недавних пор во время сборки урожая в городском центре проводится крестьянский базар, на котором предлагаются продукты сельского хозяйства. Важным событием в церковной жизни является день Испытания Марии (Mariä Heimsuchung). В преддверии праздника по улицам старого города проходит торжественная процессия с фонарями, сопровождаемая музыкантами. Как и все немцы, жители Верля охотно отмечают такие крупные церковные праздники, как Рождество, Пасха, Троица, день св. Николая и другие.
Паломничество в Верль
Верль является третьим по величине местом паломничества в Германии, которое ежегодно посещает около 200 тыс. паломников, что в 6 раз больше населения всего города. Основной целью паломничества является статуэтка, изображающая Мадонну и Иисуса. Происхождение статуэтки не ясно, но создана она была около 1170 г. По легенде, её привез рыцарь из Святой земли, чтобы подарить своей сестре, жившей в монастыре. Так или иначе, уже в Средневековье Верль был важным центром паломничества. Вскоре старая монастырская церковь стала мала, и в 1786-89 гг. была сооружена новая церковь, сегодняшняя старая паломническая церковь (alte Wallfahrtskirche). В 1904-06 гг. возникла новая церковь, сегодняшняя Базилика, где и стала храниться реликвия. По сегодняшний день многие паломники приходят пешком. Среди паломников велико число португальских гастарбайтеров, которые съезжаются сюда со всей Германии. Официальное время паломничества длится с 1 мая по 1 ноября.

## Достопримечательности

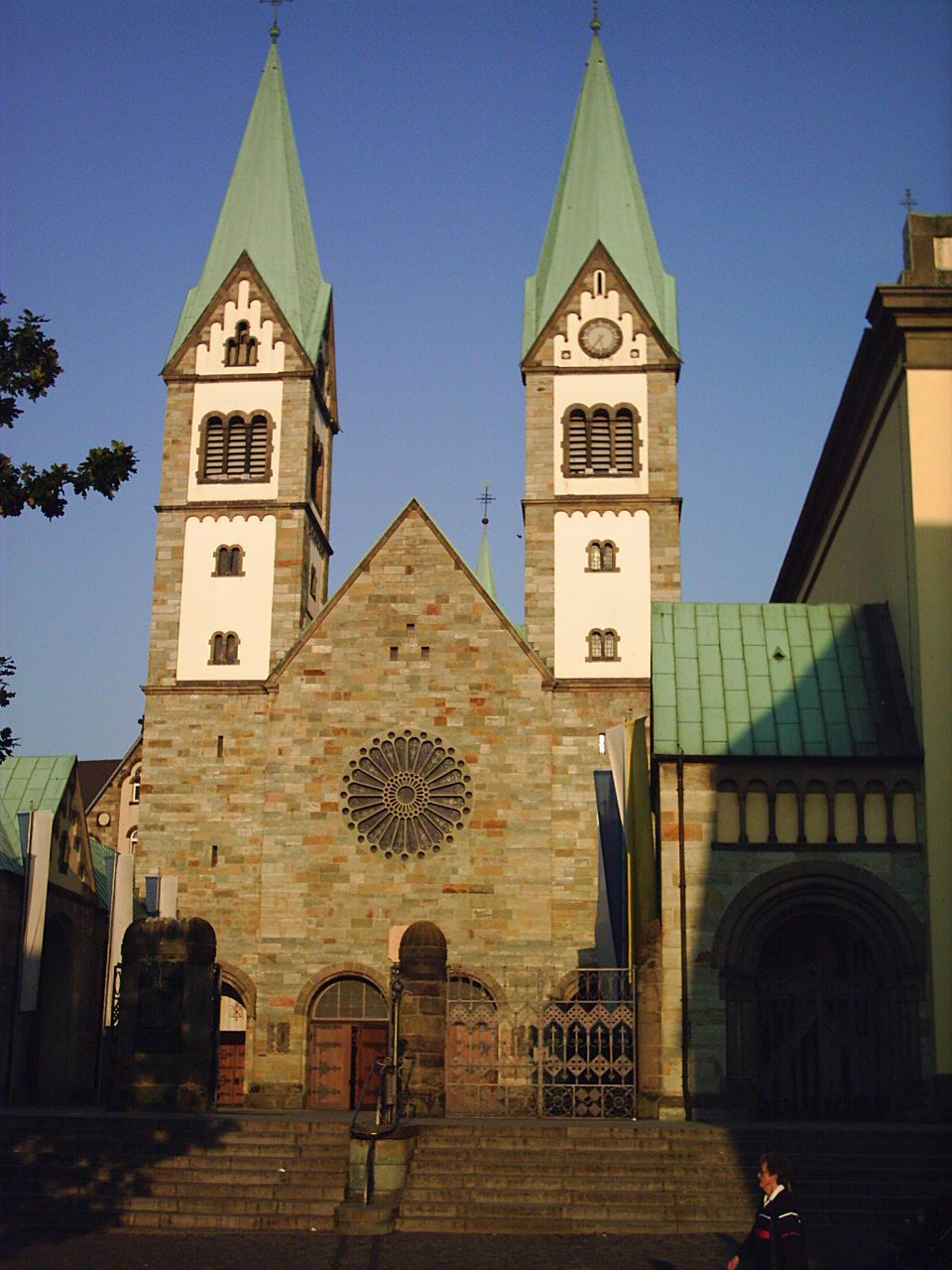
Паломническая церковь Верль

По праву символом города можно назвать Базилику, или Паломническую церковь (Wallfahrtskirche), построенную в 1904-06 гг.
Готика и романтика сочетаются в пасторской церкви св. Вальбурги (Propsteikirche St. Walburga), а именно в готическом стиле церкви и башне, выполненной в стиле романтики во 2-й половине XIV века. Восточный фасад был перестроен в 1893—97 гг. в неоромантических формах. Само же здание выполнено из зелёного местного песчаника. При раскопках в церкви в 1967 г. были сделаны 2 открытия: фундамент церкви, построенной около 950 г. и базилики (ок. 1150 г.). Также были обнаружены 2 захоронения, в которых покоились 2 членов верльского графского рода. Достоин внимания своей богатой отделкой старый судейский стул у восточной стены церкви, который напоминает, что с 1450 по 1821 г. в Верле располагался значимый духовный суд. Резьба на решётке и местах судей указывает на судебные заседания, а также символизирует четыре кардинальские добродетели: умеренность, ум, мужество и справедливость.
На востоке города расположена католическая церковь св. Норберта (St. Norbert).
Всего в нескольких минутах ходьбы от исторического центра находится музей «Форум народов» (Forum der Voelker), устроенный францисканцами, где можно осмотреть
большое количество предметов быта народов Азии, Африки и Америки. С начала XX века францисканские миссионеры собрали более 12 000 предметов искусства и культуры различных народов мира: египетские мумии, более 3000 китайских монет, культовое сооружение из Новой Гвинеи, бедняцкая хижина из Бразилии. Музей является крупнейшим страноведческим музеем Вестфалии. Зимой в музее проводится выставка рождественских ясель из 50 стран (начинается за месяц до Рождества и длится до 2 февраля). Городской музей «Дом Рюкенберга» (Haus Rückenberg) представляет 24 комнаты с экспонатами, фотографиями и описаниями верльской истории. Центральными темами выставок являются соледобыча, паломничество, жизнь графских родов.
Излюбленным местом прогулок является курортный парк (Kurpark), находящийся в черте города. В наличии великолепный ухоженный ландшафт, небольшой лесной массив, соляной источник.
С точки зрения туризма особенно интересен исторический центр, где расположена пешеходная зона с уличными кафе, закусочными и небольшими магазинами, а также небольшими привлекательными памятниками. Среди них: памятник свинопаске (Schweinehit), соледобытчику, соляной фонтан с фигурами из городской истории.

## Известные жители и уроженцы
- Папен, Франц фон (1879—1969) — военный, политический деятель и дипломат.